# لورينزو تونيلي
لورينزو تونيلي (بالإيطالية: Lorenzo Tonelli)‏ (17 يناير 1990 إيطاليا - ) هو لاعب كرة قدم إيطالي، يلعب كمدافع.

## روابط خارجية
- لورينزو تونيلي على موقع الاتحاد الأوربي (الإنجليزية)
- لورينزو تونيلي على موقع قاعدة بيانات كرة القدم.إي يو (الإنجليزية)
- لورينزو تونيلي على موقع Soccerway.com (الإنجليزية)
- لورينزو تونيلي على موقع عالم كرة القدم.نت (الإنجليزية)
- لورينزو تونيلي على موقع AS.com (الإسبانية)